# Mikrokeratom
Mikrokeratom är ett precisionsinstrument som används inom ögonlaserkirurgin för att skära loss ett tunt lock av hornhinnan med hjälp av ett oscillerande knivblad. Lockets tjocklek varierar, beroende på knivens blad, mellan 90 och 170 mikrometer. Locket skärs inte loss helt, utan en bit lämnas kvar så att det kan vikas upp och sedan läggas tillbaks när laserkirurgin är klar. Själva hornhinnans tjocklek är 5- 600 mikrometer tjock.